# سیپروترون
سیپروترون (به انگلیسی: Cyproterone)
رده درمانی: ضد آندروژن
اشکال دارویی: قرص

## موارد مصرف
سیپروترون به همراه استروژن برای درمان آکنه حاد در زنان مقاوم به درمان تجویز می‌شود. این دارو برای درمان رشد موهای زائد (هیرسوتیسم) در زنان نیز بکار می‌رود. سیپروترون بهمراه استروژن اثر ضدبارداری دارد.
این دارو به دلیل آثار آنتی آندروژنی‍ک در مردان در درمان سرطان پروستات استفاده می‌شود.

## موارد منع مصرف
نارسایی یا سرطان کبد، افسردگی شدید و بیماری دیابت قندی و سابقه ترومبو آمبولی.

## مکانیسم اثر
سیپروترون استات یک هورمون جنسی ساختگی است که مانع از تأثیر هورمونهای جنسی مردانه می‌شود.

## عوارض جانبی
این دارو از تولید اسپرم می‌کاهد و مردها را عقیم می‌کند که بعد از ترک دارو معمولاً بخودی خود برطرف می‌شود. بدنبال مصرف دارو عوارضی مانند تهوع، استفراغ، سردرد، درد و سفتی پستان‌ها، تغییراتی در وزن‌بدن، تغییراتی در میل جنسی، افسردگی، کلوآسما، زیادی فشار خون، تحریک‌لنزهای تماسی، اختلال عملکرد کبد، تومورهای کبدی، کاهش حجم خون‌قاعدگی و لکه‌بینی در اوایل سیکل قاعدگی گزارش شده است